# Hyperolius torrentis
Hyperolius torrentis là một loài ếch thuộc họ Hyperoliidae.
Loài này có ở Ghana và Togo.
Môi trường sống tự nhiên của chúng là rừng ẩm vùng đất thấp nhiệt đới hoặc cận nhiệt đới, sông ngòi, và vùng nhiều đá.
Chúng hiện đang bị đe dọa vì mất môi trường sống.